# Makit
| Uigurische Bezeichnung          | Uigurische Bezeichnung |
| ------------------------------- | ---------------------- |
| Arabisch-Persisch (Kona Yeziⱪ): | مەكىت ناھىيىسى         |
| Lateinisch (Yengi Yeziⱪ):       | Məkit naⱨiyisi         |
| Kyrillisch (Sowjetunion):       | Мәкит наһийиси         |
| offizielle Schreibweise (VRCh): | Makit                  |
| Chinesische Bezeichnung         |                        |
| Kurzzeichen:                    | 麦盖提县               |
| Langzeichen:                    | 麥蓋提縣               |
| Umschrift in Pinyin:            | Màigàití Xiàn          |

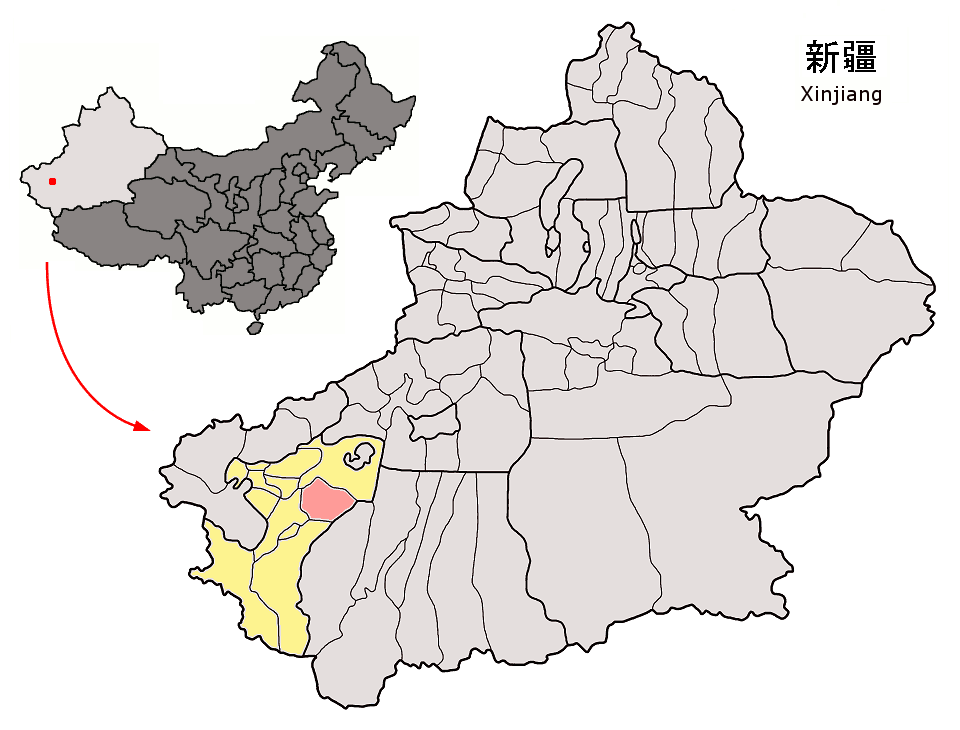
Lage von Makit (rosa) im Regierungsbezirk Kaschgar (gelb)

Makit ist ein Kreis in Xinjiang in der Volksrepublik China. Er gehört zum Verwaltungsgebiet des Regierungsbezirks Kaschgar. Er hat eine Fläche von 11.023 km² und zählt 258.978 Einwohner (Stand: Zensus 2010). 1999 betrug die Einwohnerzahl 197.297. Sein Hauptort ist Großgemeinde Makit (麦盖提镇).